# Solaria (jadrnica)
Solaria je šolska jadrnica tipa Evolution Race 10, ki je v lasti Fakultete za pomorstvo in promet v Ljubljani. Splovljena je bila 12. oktobra 2007. 
Uporabljajo jo za šolske, tekmovalne in promocijske namene.